# Artaban I.
Artaban I. ali Arsak II. (perzijsko اردوان يکم‎), drugi kralj iz dinastije Arsakidov, ki je vladal v Partskemu cesarstvu od leta 211 pr. n. št. do 191 pr. n. št., * ni znano, † 191 pr. n. št..
Grško ime Arsak (Arsakoi) se v latinskih virih piše kot Artaban (Artabanus), v drugih zgodovinskih knjigah pa se pojavljata obe obliki njegovega imena.
Zaradi zmešnjave okoli imen je nejasna tudi nasledstvena linija Arsakidske dinastije. Dinastijo je začel Artabanov stric Arsak I. okoli leta 247 pr. n. št.. Arsaka I. bi lahko neposredno nasledil njegov brat Tiridat I., ki je, tako kot vsi Arsakidi, po kronanju privzel ime Arsak. Artaban I. bi torej lahko bil naslednik svojega strica Arsaka I. ali svojega očeta Tiridata I..  
Selevkidsko satrapijo Partijo, ki so jo okoli leta 247 pr. n. št. osvojili Parni na čelu z Arsakom I., je leta 209 pr. n. št. ponovno osvojil selevkidski kralj Antioh III. Veliki. Artaban I. je po porazu v bitki na Labusu zaprosil za mir. Antioh je pred tem že zasedel partsko prestolnico Hekatompil in prodiral proti Tagi. Po Artabanovem porazu se je obrnil proti zahodu v Hirkanijo in zasedel Tambraks in Sirinks.
Artaban je z mirovno pogodbo sprejel položaj selevkidskega vazala in vladal v Partiji in Hikarniji. Antioh se je umaknil na zahod, kjer se je zapletel v vojne z Rimsko republiko in Partom prepustil vladanje v njihovem kraljestvu. 
Artabana I. je leta 191 pr. n. št. nasledil sin Friapatij.
| Artaban I. Arsakidska dinastija |                                                                                |                      |
| Vladarski nazivi                |                                                                                |                      |
| Predhodnik: Tiridat I.          | Veliki kralj (šah) Partskega cesarstva okoli 211. pr. n. št. – 191 pr. n. št.. | Naslednik: Friapatij |

## Sklic
1. ↑  Bivar 1993, str. 29.